# Mano de Dios

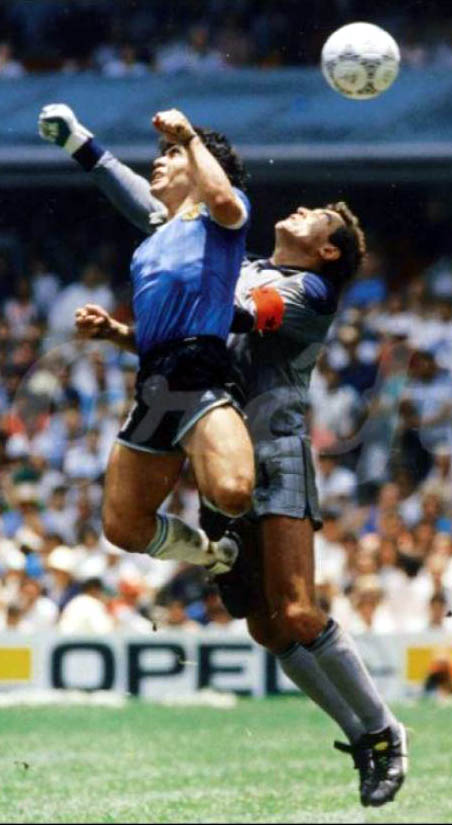
La rete.

La locuzione calcistica mano de Dios (spagnolo per "mano di Dio") indica la rete segnata, di mano, da Diego Armando Maradona nei quarti di finale del Mondiale 1986, il 22 giugno 1986, ai danni dell'Inghilterra.
Con essa, insieme ad un altro gol memorabile, contribuì a far vincere alla nazionale argentina la partita, disputatasi allo Stadio Azteca di Città del Messico, con il risultato finale di 2-1 e diventando così campioni del mondo, dopo aver battuto il Belgio in semifinale e la Germania Ovest in finale.
Il soprannome della rete venne data grazie allo stesso Maradona che, per giustificarsi, diede la responsabilità del gol alla «mano di Dio».

## Contesto
Le due nazionali erano legate da una sentita rivalità, che ha avuto il suo inizio nell'espulsione del capitano sudamericano Antonio Ubaldo Rattin nell'incontro del Mondiale 1966: l'Argentina venne così eliminata dal torneo, mentre l'Inghilterra proseguì il suo cammino fino alla vittoria di quella edizione.
Nel 1986, quando le due nazionali si sfidarono ai quarti allo Stadio Azteca, la tensione prima del match era molto alta, anche a causa della Guerra delle Falkland che aveva opposto i due stati appena quattro anni prima.

## La rete

Disegno del gol

Al sesto minuto del secondo tempo il risultato era ancora sullo zero a zero, quando Steve Hodge alzò erroneamente un pallone a campanile all'interno dell'area di rigore. Il portiere inglese, Peter Shilton, tentò di far propria la sfera, grazie alla sua altezza di 185 cm, ma Maradona, sebbene fosse più basso di 20 centimetri, deviò il pallone con il braccio e la palla finì in rete. L'arbitro tunisino Ali Bin Nasser non si accorse del fallo e convalidò subito la realizzazione.

Maradona in seguito rivelò di aver convinto i propri compagni, in un primo momento fermi, a festeggiare assieme a lui la rete dicendo loro:

## Il resto dell'incontro
Appena quattro minuti dopo la Mano di Dio, Maradona segnò il secondo gol dell’incontro, considerato uno dei gol più belli della storia del calcio (votato nel 2002 come Gol del secolo) scartando cinque avversari. Solo a nove minuti dal termine l'Inghilterra accorciò le distanze con Gary Lineker, ma l'Argentina vinse comunque l'incontro e poté accedere alle semifinali.

## Post-partita
Al termine del match, furono sorteggiati 4 calciatori per il controllo antidoping: Maradona per l'Argentina; Terry Butcher, Gary Stevens, e Kenny Sansom per l'Inghilterra.  in una conferenza stampa alla vigilia della partita amichevole tra Argentina e Scozia del 19 novembre 2008, Butcher, nel ruolo di viceallenatore della Scozia, ha dichiarato ad un giornalista del TheGuardian.com, che lui e i suoi compagni di squadra si sono incontrati con il Pibe de Oro per il controllo antidoping nella stessa stanza, faticando non poco a contenere la loro rabbia contro l'argentino, e affermando altresì che non avrebbe mai perdonato Maradona per il gol di mano. Inoltre, in attesa del test, i giocatori inglesi chiesero a Maradona se avesse segnato di mano o di testa e lui rispose indicando la testa.

## Reazioni
Nella conferenza post-partita il campione argentino rilasciò una dichiarazione, che sarebbe divenuta una delle più celebri in tutto il mondo sportivo. Egli dichiarò che il gol era stato siglato 
Nel 2008, in un'intervista concessa al Sun, ripresa da numerosi quotidiani italiani come La Gazzetta dello Sport, Maradona dichiarò:
 L'affermazione ha scatenato una serie di reazioni critiche, dagli allora compagni del talento argentino al portiere britannico Peter Shilton.
Il famoso gol di mano è inoltre uno degli eventi principali del film  È stata la mano di Dio di Paolo Sorrentino del 2021.
Nel 2005, in una puntata di un programma televisivo andata in onda in Argentina, La noche del 10, condotto proprio da Diego Armando Maradona, il calciatore argentino racconta tutta la verità sul "gol di mano". Diego ammette di aver toccato il pallone con la mano, spiegando che fu un qualcosa che gli veniva dal profondo, e che serviva a dimostrare la superiorità della nazionale argentina su quella inglese.
Tuttavia nel corso della sua ammissione, Maradona mette in evidenza la sua "impossibilità" di colpire la palla con la testa, in quanto Peter Shilton, portiere della Nazionale Inglese, era alto 1,85 metri rispetto ai suoi 1,66 metri e poteva prendere il pallone con le mani, giustificando doppiamente il suo gesto. Inoltre dichiara che lui e i suoi compagni di nazionale argentini non volevano mischiare il calcio, inteso come sport, con la Politica (riferendosi alla Guerra delle Falkland). Durante l'esultanza, Maradona dedica il gol al suocero presente in tribuna allo stadio Azteca. Infine smentisce il portiere Shilton, il quale protestò vivacemente con l'arbitro riferendogli di aver visto l'irregolarità; secondo il Pibe de Oro non fu lui ma Terry Fenwick che vide il colpo con la mano.